# Fritz Hartnagel
Friedrich "Fritz" Hartnagel, nacido el 4 de febrero de 1917 y fallecido el 29 de abril de 2001, fue un abogado y soldado de la Wehrmacht durante la Segunda Guerra Mundial. Fue pareja de Sophie Scholl, una estudiante que se resistió activamente junto a muchos otros contra el régimen nacionalsocialista de Alemania hasta que fue ejecutada. En los años 50, Hartnagel, que por aquel entonces era juez en Stuttgart, luchó en contra del rearmamento de la República Federal Alemana.

## Su vida
Fritz nació de la unión entre Friedrich Hartnagel (1879-1957) y Barbara Hartnagel, nacida Strobl (1878-1945) el 4 de febrero de 1917.
Años después, cuando Adolf Hitler subió al poder, el joven Friedrich quedó prendado por él y su visión de Alemania, y se presentó voluntario como oficial de carrera en la primavera de 1936 tras una Abitur temprana. Fue oficial profesional de la Wehrmacht hasta el final de la Segunda Guerra Mundial.

## Relación con Sophie Scholl
En 1937, Hartnagel conoció a Sophie en un evento de baile. Bajo su influencia, además de la influencia que tuvo en él ciertas experiencias de guerra como la Batalla de Stalingrado, Fritz pasó de un soldado entusiasta y partidario del régimen a un férreo oponente a la guerra en curso y a la propia dictadura nacionalsocialista. Apoyó las actividades de la resistencia con noticias frescas del frente y de crímenes de guerra de los que podía enterarse debido a su calidad de oficial y beligerante en el frente, también pudo aportar cantidades de dinero que rondaba los mil marcos del Reich, si bien este apoyo nunca fue oficial, ya que jamás se unió formalmente a ningún movimiento de resistencia.
Friedrich no pudo enterarse de la captura de Sophie debido a sus actividades hasta que recibió una carta de la madre de Sophie. Cuando se enteró, se dio rápidamente de alta en el hospital polaco en el que se encontraba, ya que había sufrido lesiones por congelamiento en el frente ruso por las que había perdido parcialmente su mano, y partió cuanto antes a Múnich.
Hartnagel decidió telefonear a la familia Scholl para recibir nuevas noticias del arresto de su pareja, el teléfono lo contestó el hermano de Sophie, Werner Scholl, que, desgraciadamente, le informó que ella había sido ejecutada el día de antes junto a su hermano Hans.
Tras la ejecución de Hans y Sophie el 22 de febrero de 1943, Frtiz apoyó a la familia Scholl, y, cuando estos fueron arrestados debido al Sippenhaft (práctica judicial por la cual los crímenes de los acusados pasaban también a su familia), Hartnagel fue uno de los que intentó pedir clemencia para ellos. También los apoyó financieramente cuando fueron puestos en libertad.

## Tras la guerra
El 14 de abril de 1945, Friedrich fue capturado por las fuerzas aliadas, en concreto tropas de los Estados Unidos, y fue hecho prisionero de guerra hasta septiembre de 1945. En octubre de ese mismo año decidió casarse con la hermana de Sophie, Elisabeth Scholl, cuya relación se había vuelto mucho más cercana desde la ejecución de Sophie. La relación entre Elisabeth y Fritz tendría cuatro hijos.
En 1946, Hartnagel empezó a estudiar leyes en la Universidad Ludwig Maximilian en Múnich, que curiosamente fue la misma a la que Sophie había asistido. Completó sus estudios y se convirtió en juez. Tras una larga vida, Fritz fallecería a la edad de 84 años el 29 de abril de 2001.

## Legado
Al fallecer, la correspondencia que intercambió con Sophie fueron agrupadas y publicadas. La historia de los dos sería la base para la novela "Contigo, hay luz", publicada en 2016 por la escritora Alexandra Lehmann.